# Armaghānkhāneh
Armaghānkhāneh (persiska: اَرمَغان خانِه, اَرامخانَ, اَرمَخَنَ, ارمغانخانه, Armaghān Khāneh, Mazra‘eh-ye Qareh Dāsh, مَزرَعِۀ قَرِه داش) är en ort i Iran.   Den ligger i provinsen Zanjan, i den nordvästra delen av landet, 300 km nordväst om huvudstaden Teheran. Armaghānkhāneh ligger 1 949 meter över havet och antalet invånare är 1 581.
Terrängen runt Armaghānkhāneh är huvudsakligen kuperad, men åt sydväst är den platt. Runt Armaghānkhāneh är det ganska glesbefolkat, med 47 invånare per kvadratkilometer. Armaghānkhāneh är det största samhället i trakten. Trakten runt Armaghānkhāneh består i huvudsak av gräsmarker.